# Aeroporto de São Pedro (São Paulo)
O Aeroporto Municipal de São Pedro é um aeroporto do Brasil localizado no estado de São Paulo, no município de São Pedro.
Foi inaugurado em 1941, e após ter sido interditado em 2003, voltou a funcionar em 2009.